# Жижунет
Жижуне́т (фр. Gijounet, окс. Gijonet) — коммуна во Франции, находится в регионе Юг — Пиренеи. Департамент — Тарн. Входит в состав кантона От-Тер-д’Ок. Округ коммуны — Кастр.
Код INSEE коммуны — 81103.

## География

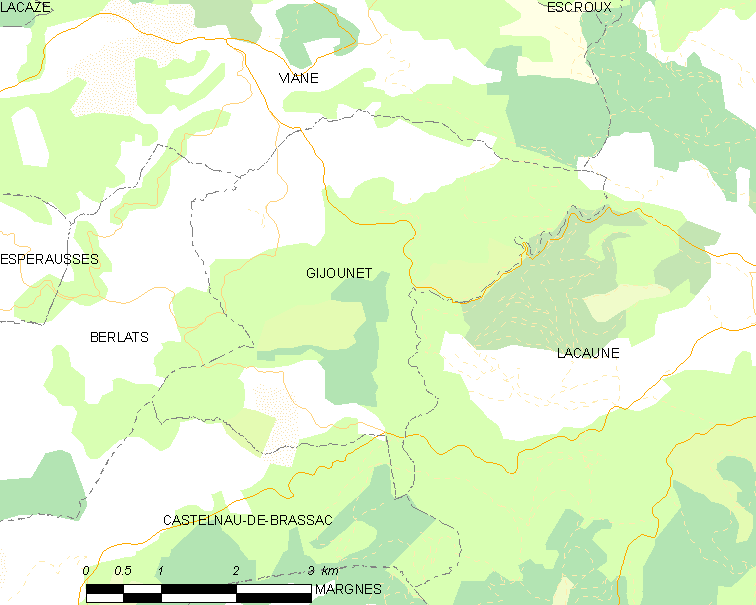
Карта коммуны

Коммуна расположена приблизительно в 580 км к югу от Парижа, в 95 км восточнее Тулузы, в 45 км к юго-востоку от Альби.
По территории коммуны протекает река Жижу. Около половины территории коммуны занимают леса.

## Климат
Климат умеренно-океанический. Зима мягкая и дождливая, лето жаркое с частыми грозами. Ветры довольно редки.

## Население
Население коммуны на 2010 год составляло 134 человека.
| 1962 | 1968 | 1975 | 1982 | 1990 | 1999 | 2010 |
| ---- | ---- | ---- | ---- | ---- | ---- | ---- |
| 190  | 139  | 109  | 110  | 114  | 125  | 134  |

## Администрация
| Период | Период | Фамилия        | Партия | Примечания |
| ------ | ------ | -------------- | ------ | ---------- |
| 1965   | 1971   | Марсель Фурнье |        |            |
| 1971   | 1998   | Дени Верет     |        |            |
| 1998   | 2009   | Жан Шуле       |        |            |
| 2009   | 2014   | Юг Делори      |        |            |
| 2014   | 2020   | Робер Сир      |        |            |

## Экономика
В 2007 году среди 87 человек в трудоспособном возрасте (15—64 лет) 62 были экономически активными, 25 — неактивными (показатель активности — 71,3 %, в 1999 году было 74,4 %). Из 62 активных работали 59 человек (34 мужчины и 25 женщин), безработных было 3 (2 мужчин и 1 женщина). Среди 25 неактивных 4 человека были учениками или студентами, 13 — пенсионерами, 8 были неактивными по другим причинам.

## Фотогалерея

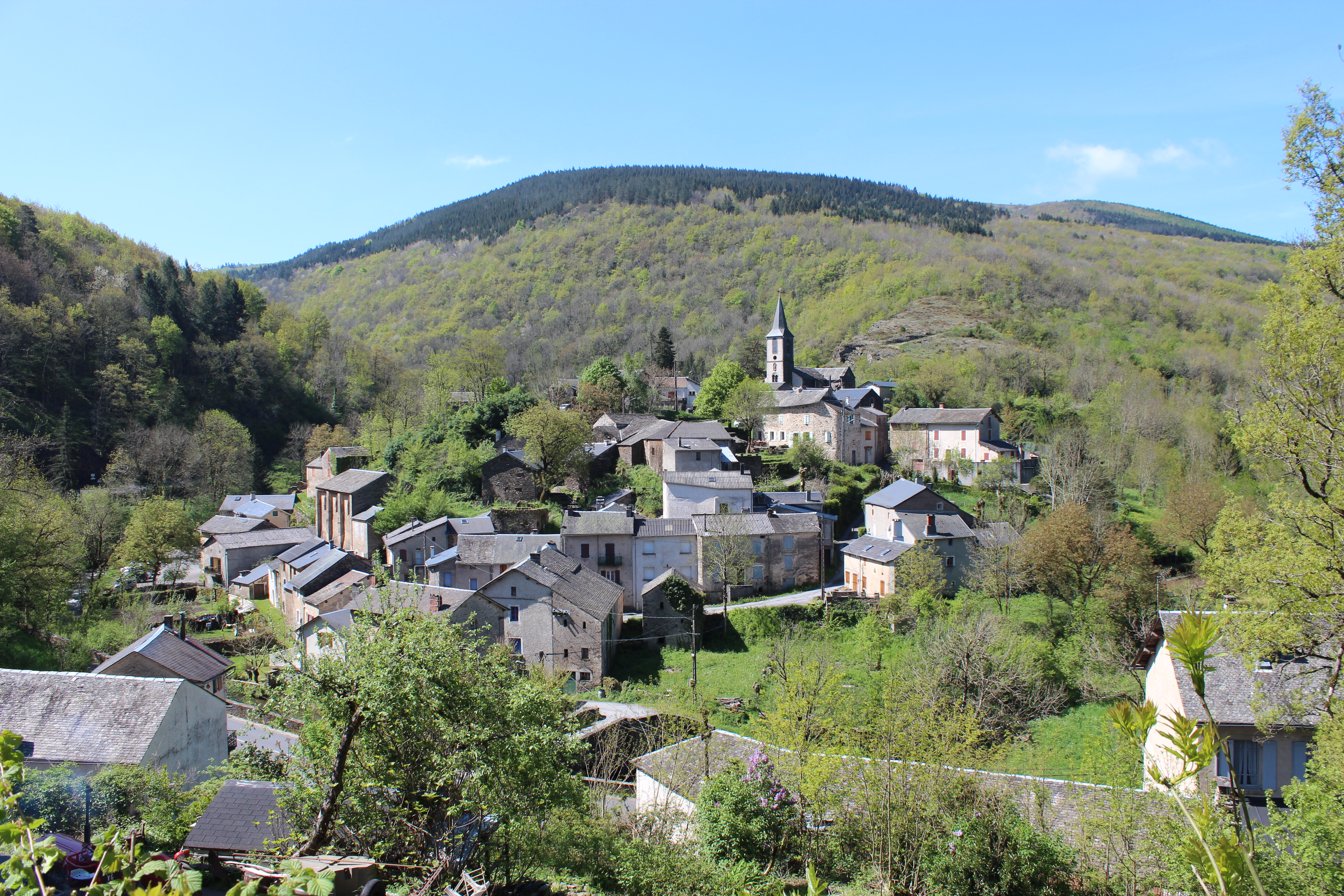
Жижунет
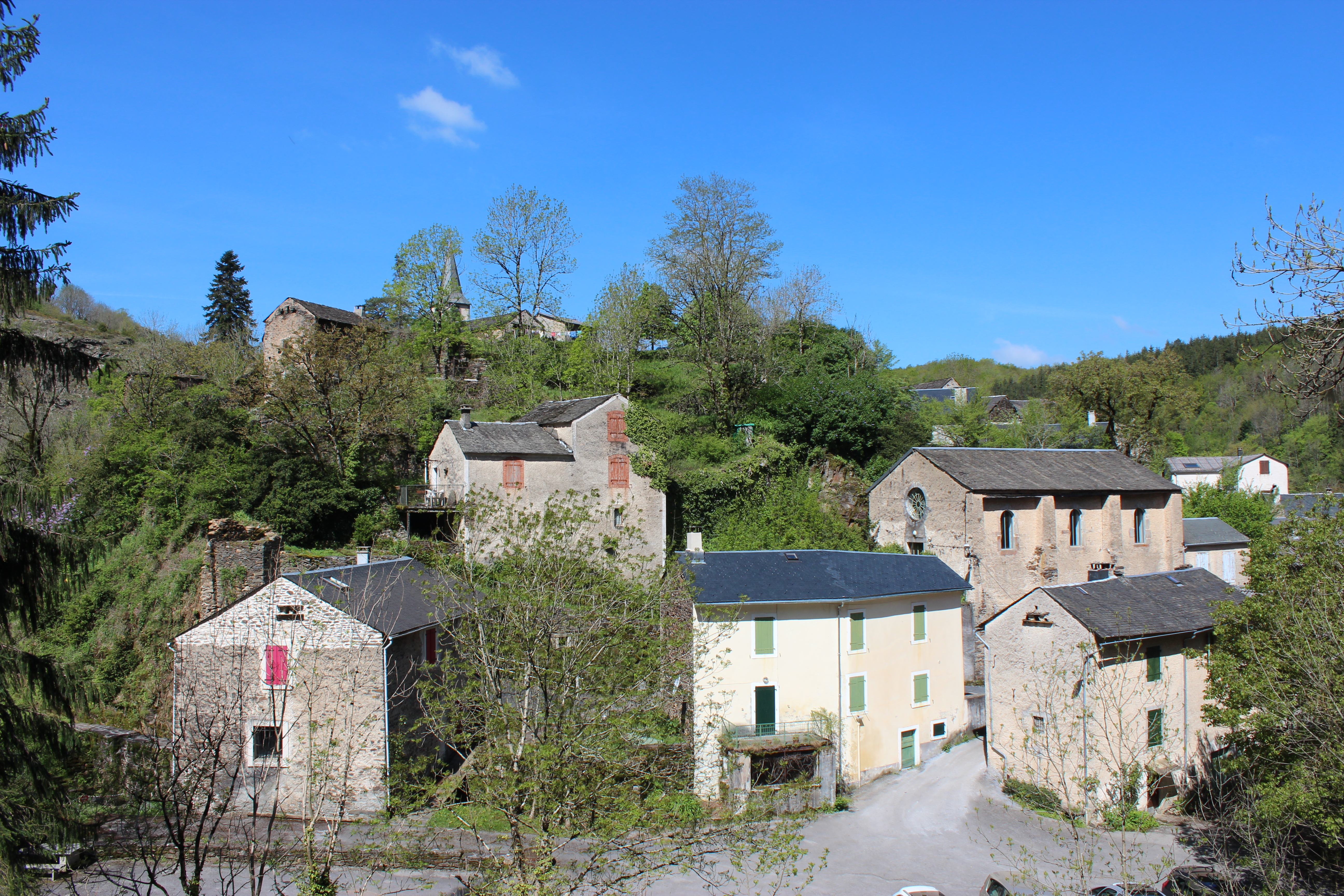
Жижунет
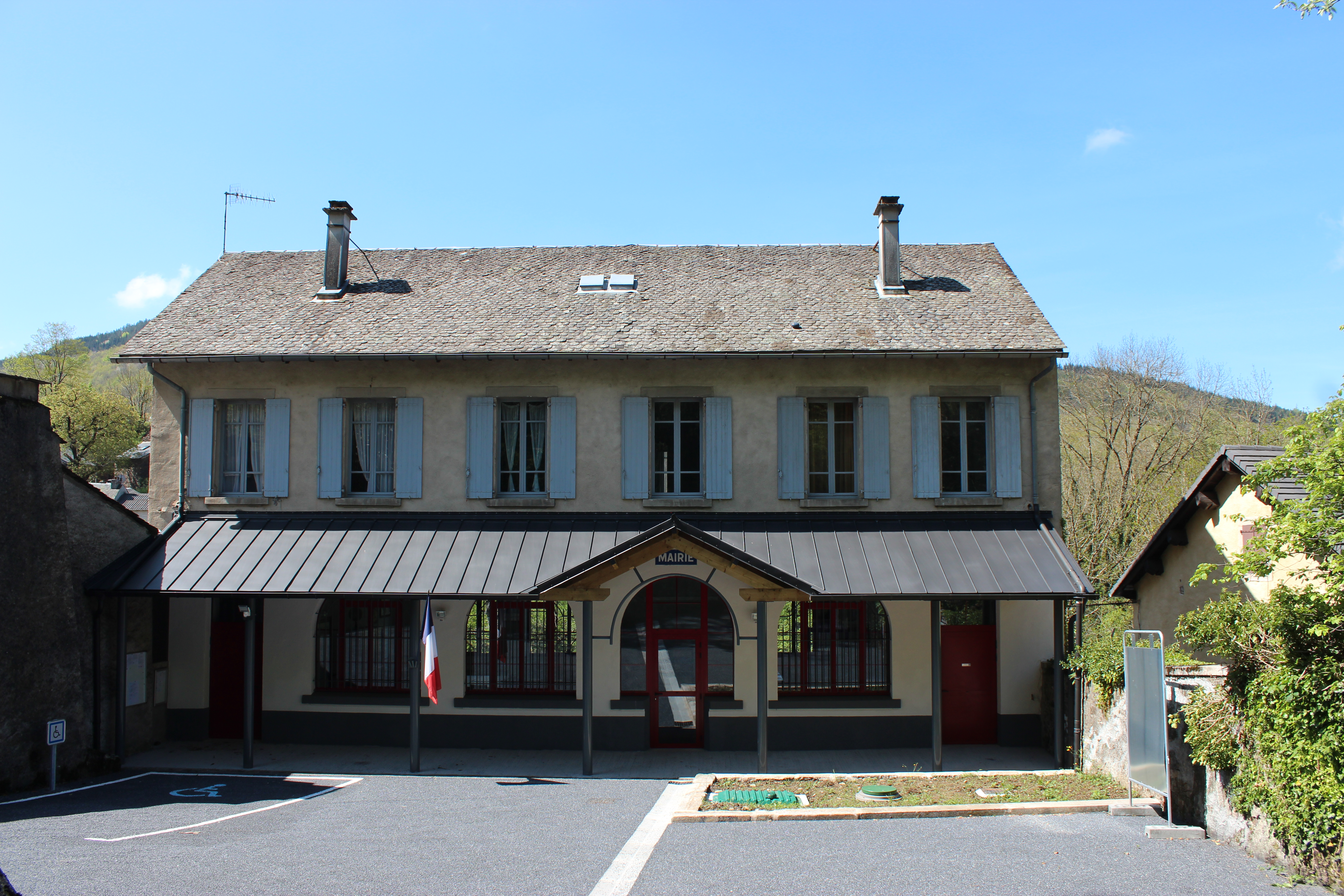
Мэрия
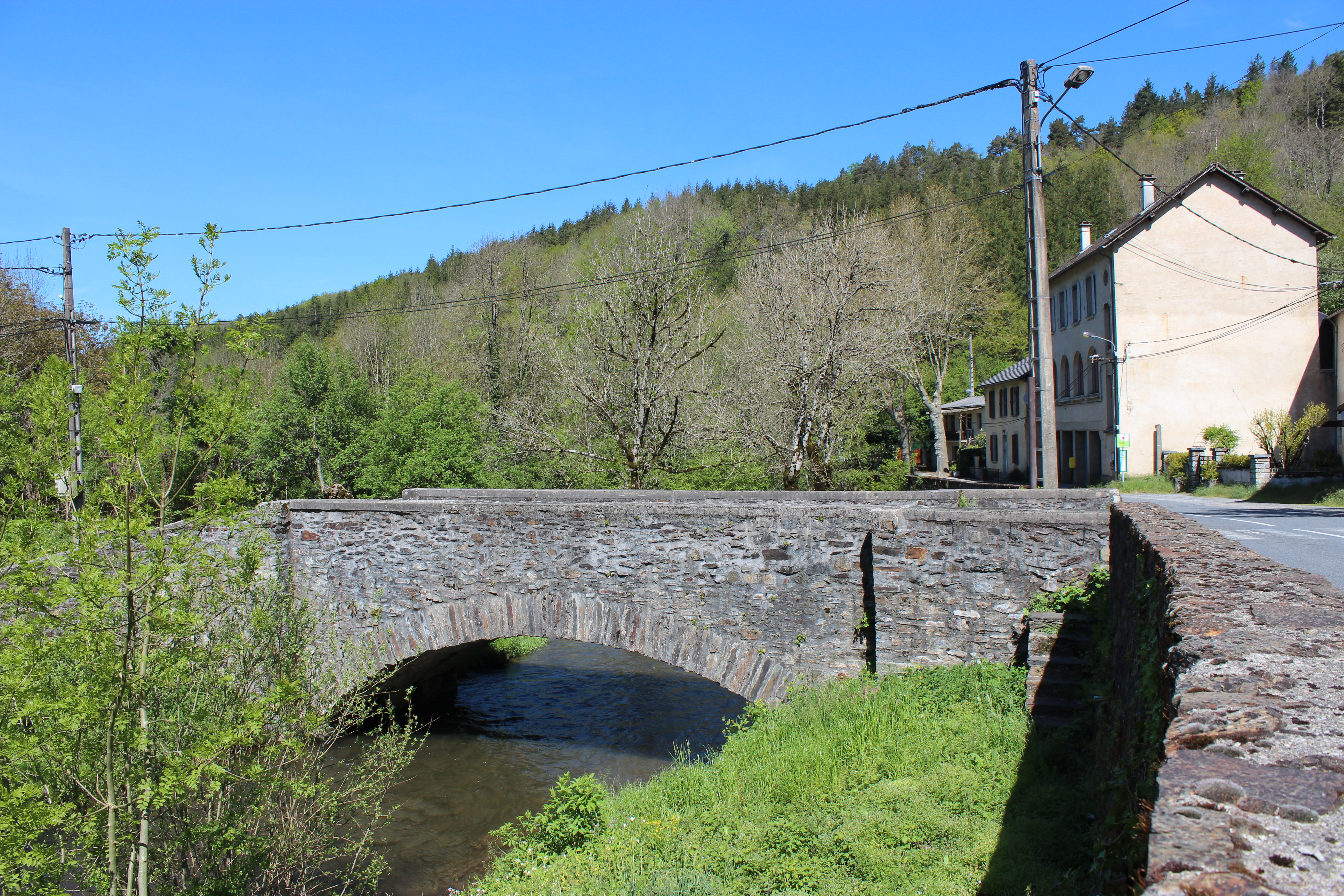
Мост через реку Жижу
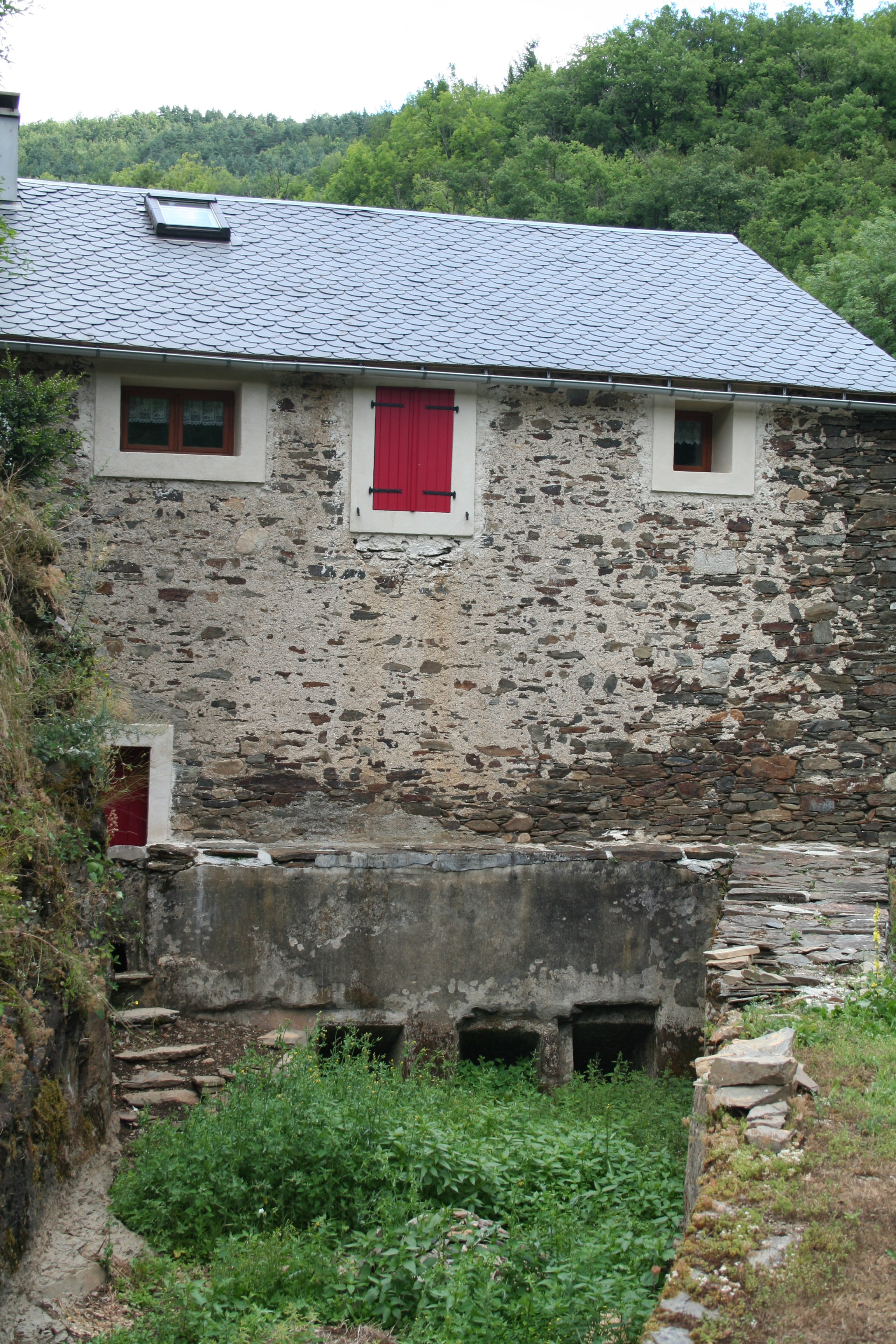
Водяная мельница
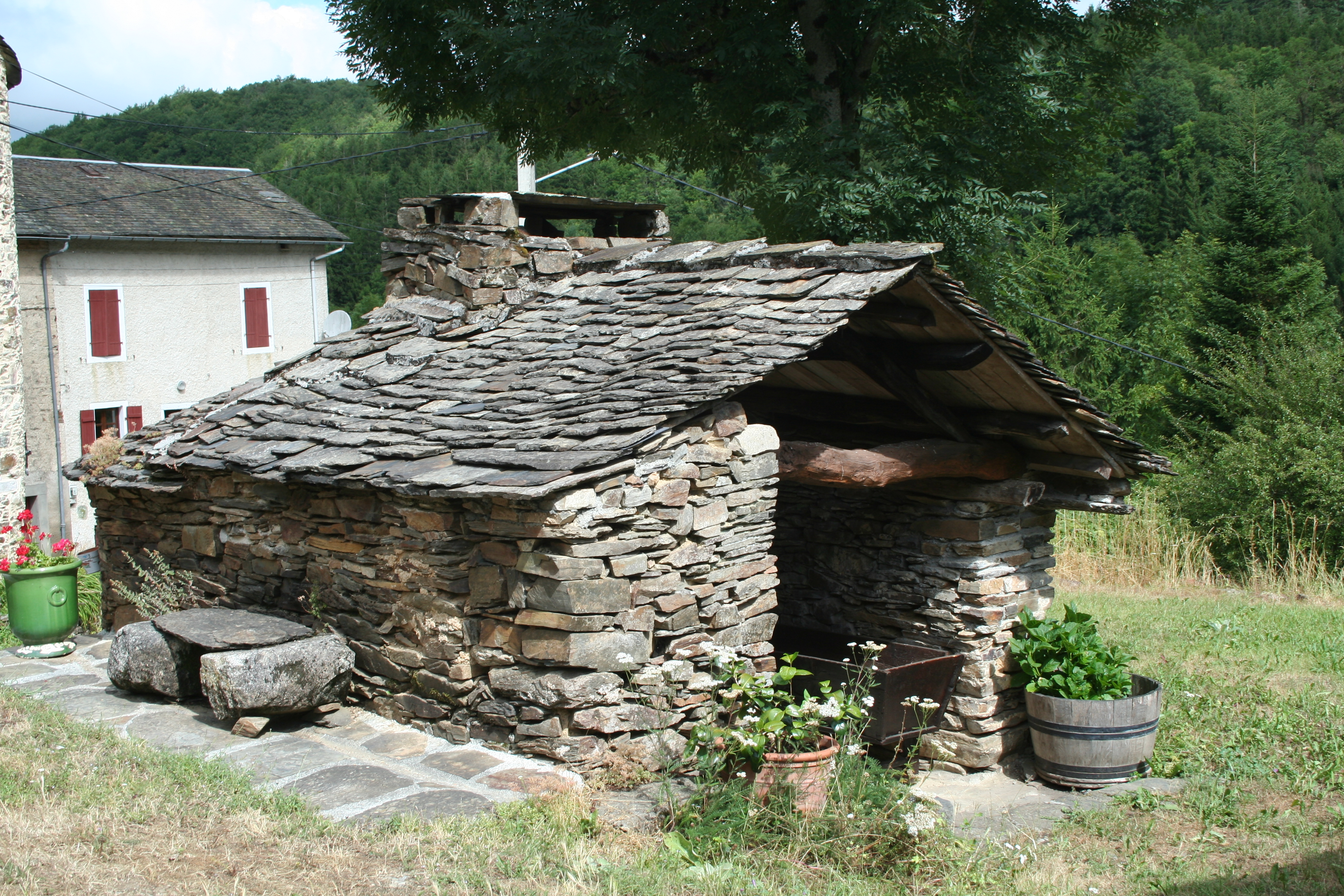
Печь